# Mommy Loves Puppy
Mommy Loves Puppy es un corto de animación estadounidense de 1940, de la serie Animated Antics. Fue producido por los estudios Fleischer y distribuido por Paramount Pictures.

## Argumento
Un cachorro de San Bernardo sale en busca de alguien a quien ayudar, a pesar de las indicaciones que en contra le hace su madre. En su periplo por la nieve encuentra una morsa dormida.

## Realización
Mommy Loves Puppy es la tercera entrega de la serie Animated Antics (bufonadas animadas) y fue estrenada el 29 de noviembre de 1940.